# Amos Editio
Amos Editio s.r.o. je české hudební nakladatelství, které vzniklo v Praze v roce 2000.

## Produkce
V nakladatelském katalogu převažuje česká hudba 18. – 21. století, především komorní skladby a instruktivní literatura pro mládež. Ohlasu dosáhly zvláště kvalitně vydané edice děl skladatelky Vítězslavy Kaprálové, jež byly vydány ve spolupráci s torontskou hudební společností The Kapralova Society.
Nakladatelství získalo jednu z cen České hudební rady za rok 2011, a to „za přínos k rozvíjení vztahu mladých lidí k soudobé tvorbě vydáváním kvalitních, pedagogicky zaměřených notových edic děl žijících českých autorů“.